# Síndrome hipereosinofílico
El síndrome hipereosinofílico es un término médico que describe una enfermedad caracterizada por una elevación persistente en el conteo sanguíneo de eosinófilos (≥ 1500 eosinófilos/mm³), por al menos seis meses sin que haya alguna causa reconocible y con evidencia de que el corazón, el sistema nervioso o la médula ósea estén afectados.

## Clasificación
Hay dos formas del síndrome hipereosinofílico:
- Fibrosis endomiocárdica (también llamada enfermedad de Davies) una rara enfermedad vista en África ecuatorial y América del Sur.[2]
- Endocarditis de Loeffler, cierta predisposición geográfica de climas templados.

## Cuadro clínico
En ambas formas del síndrome hipereosinofílico, la eosinofília causa infiltración del miocardio cardíaco, lo cual conlleva a un engrosamiento fibrótico de porciones del corazón. las porciones del corazón que más se afectan por esta enfermedad son el ápice del ventrículo izquierdo y derecho, aunque las infiltraciones fibróticas pueden afectar las válvulas mitral y tricúspide. Debido a la naturaleza infiltrativa del proceso, la cavidad de los ventrículos del corazón disminuyen en tamaño, causando una cardiomiopatía obliterativa y restrictiva al flujo de sangre al interior de las cámaras del corazón. Se puede ver en ocasiones, trombos de la pared ventricular. 

## Leucemia eosinofílica crónica
La leucemia eosinofílica crónica (LEC) es una enfermedad mieloproliferativa el cual comparte muchas características comunes con el síndrome hipereosinofílico. Muchas de las causas de LEC tienen un arreglo genético característico, FIP1L1/PDGFRA, causada por deleción sub-microscópica de unos 800 mil pares de bases del ADN en el cromosoma 4. El gen de FIP1L1/PDGFRA causa una activación constitutiva del receptor alfa del factor de crecimiento derivado de las plaquetas (PDGFRA: por sus siglas en inglés: platelet derived growth factor receptor - alpha). Los pacientes FIP1L1/PDGFRA positivos responden bien al tratamiento con drogas inhibidoras de tirosincinasa, como lo es el imatinib mesilato.